# Inessa Titowa
Inessa Wałerijiwna Titowa, ukr. Інесса Валеріївна Тітова (ur. 18 marca 1976 w Czerkasach, Ukraińska SRR) – ukraińska piłkarka, grająca na pozycji obrońcy, reprezentantka Ukrainy, w której zadebiutowała 1 kwietnia 2000 w meczu przeciwko Mołdawii. Uczestniczka Mistrzostw Europy w Piłce Nożnej Kobiet 2009.